# Петрова, Анна Ивановна
А́нна Ива́новна Петро́ва — художник-монументалист, мозаичист, иконописец, реставратор. Внесла весомый вклад в дело создания, воссоздания и реставрации памятников истории и религии Крыма.

## Биография
Родилась в Симферополе, отец — Петров Иван Семенович, художник-баталист, мать — Петрова Нина Петровна, скульптор.
2008-2013 — художник-реставратор первой категории Симферопольского художественного музея.
2001—2006  — главный художник ЗАО "Крымреставрация"
1984—1990 — Ленинградский институт живописи, скульптуры и архитектуры им. Репина, мастерская монументальной живописи академика А. А.Мыльникова, дипломная работа витраж "Театр", оценка отлично
Педагоги: Мыльников А.А., Королёв А.Л., Соколов А.К., Песиков В.С., Репин С.Н., Уралов И.Г.
1978—1984 — Крымское художественное училище им. Н. С. Самокиша, дипломная работа "Канатоходка", оценка отлично, диплом с отличием.

## Творческая деятельность
Персональные выставки
- 2012 — «Галерея Уйпешта» Будапешт, Венгрия.
- 2008 — Кунстштацион. (KUNSTSTATION KLEINSASSEN) район Фульда, Германия.
- 2003 — «Hay Hill Gallery» Лондон, Великобритания.
- 2000 — Музей Подольского р-на,Киев, Украина.

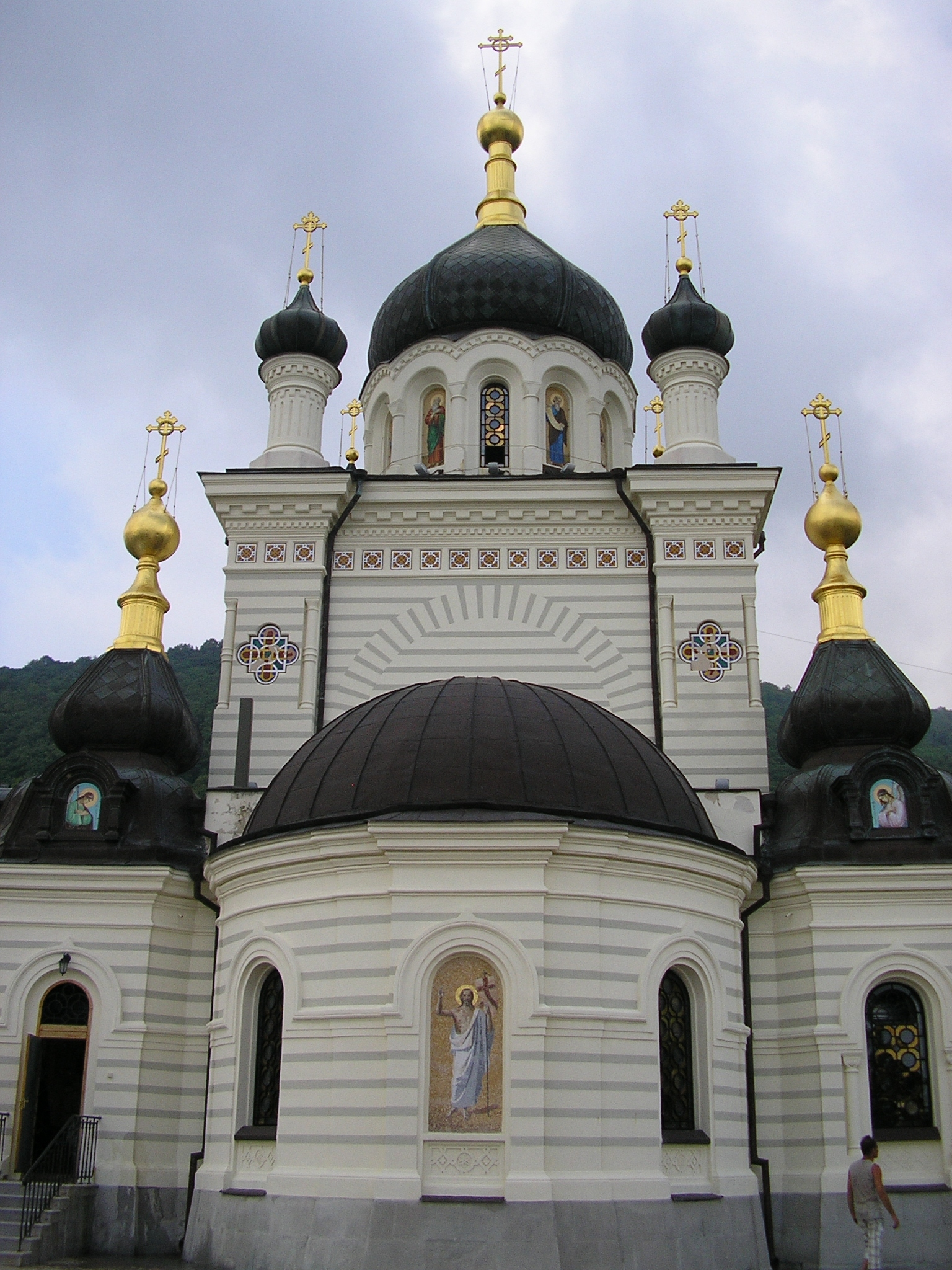
Мозаика "Воскресение Христово" на апсиде первого яруса Церкви Воскресения Христова в Форосе.

 монументальные работы, реставрация и воссоздание
- 2013 — Реставрация «Адмирал Нахимов, бюст работы скульптора Н. В. Томского», год создания 1959. СХМ
- 2013 — Реставрация «Петр I» скульптурный портрет. СХМ
- 2012—2013 — реставрация монументальных произведений из мрамора дворца Воронцова. АДПМЗ
- 2012 — Реставрация "Венера в кузнице Вулкана" жив. полотно Хендрик де Клерк 1570—1630. СХМ коллекция Suermondt-Ludwig-Museum
- 2011 — Мозаика „Воскресение Христово“ и „Св. Вл. Кн. Александр Невский“ в Часовне музейного комплекса 35 береговая батарея г. Севастополь
- 2011 — Роспись „Рождество Христово“ церковь Петра и Павла г.Киев.
- 2010 — Создание флорентийской мозаики „Восточный ковёр“ Крым.
- 2009 — Роспись „Триумфальная Арка“ в Гурзуфской школе искусства.
- 2007—2008 — Роспись плафона „Созвездия“. Курорта купца Петра Ионовича Губонина (реставрация санатория „Гурзуфский“), портреты основателей курорта Гурзуф Графа Михаила Семеновича Воронцова и Армана Ришельё,
- Рельеф „Гурзуф“ в зале торжественных церемоний пгт. Гурзуф.
- 2007 — Создание флорентийской мозаики „Купидон“ и „Созвездие стрельца“.
- 2006 — Росписи баптистерии Церкви иконы Феодоровской Божьей Матери в г. Бахчисарай (Крым)
- 2005 — создание авторского мозаичного триптиха Богоматерь, Спаситель, Николай Чудотворец.
- Создание авторского мозаичного триптиха „Крым“, техн. Флорентийская мозаика (Ресторан „Елена“ Ласточкино гнездо (Крым). Мисхор. Крым).
- Создание мозаики „Памятник Юрию Долгорукому в Москве“ техн. римско-Флорентийская мозаика, в Доме Москвы г.Севастополь
- 2004 — создание мозаики „Воскресение Христово“, образов евангелистов в парусах свода, и пяти икон в алтаре „Моление о чаше“, Богородица», «Воскресение Христово» «Св. Николай Чудотворец», «СВ. Лука (Войно-Ясенецкий)» Церкви Воскресения Христова в Форосе
- 2003 — Воссоздание Тайной вечери Собора Святого Владимира в Херсонесе в соавторстве с А. С. Пигарёвым
- 2001—2004 — воссоздание мозаики и живописи Собора Святого Владимира в Херсонесе
- 1992 — исполнение росписи алтарной части церкви Рождества Христова (с. Рождественское, Россия).
- 1990 — исполнение монументального объекта «Зимний сад» г. Симферополь. Музыкальная школа

№ 2 Техника: Сграффито, резьба.
- 1988 — Исполнение копий фресок Лужецкого монастыря. Можайск. Московская обл. Россия.

 Арт-проекты, конкурсы, гранты и стажировки 
- 2013 — дипломант IX международного Бьеннале во Флоренции.
- 2012 — стажер монументально-реставрационной мастерской во Флоренции.
- 2008 — участник VII «Бьеннале камерной акварели Крыма».
- 2007 — участие в 10-м Международном Фестивале Искусств в Словении.
- 2004 — Арт-проект «СЛЕДОПЫТ/следы пыток/» с Александром Кадниковым, журнал «НАШ» № 9. Днепропетровск.
- 2003 — Стипендиат Кунстштацион Город Фульда, Германия.
- 2003—2004 — Куратор проекта АртПорт (Крым — Блекинге, Швеция);
- 2002 — Стипендиат Кунстштацион Город Фульда, Германия,
- 2002—2003 — Куратор проекта Кунстштацион — АртПлацдарм — Крым (Крым — Рён, Германия);
- 2001 — участник II международного бьеннале акварели «Neues Aquarell», Кунстштацион, Город Фульда (Германия).
- Стипендиат Кунстштацион. Город Фульда. Германия.
- 2000 — участие в Триеннале Графики Украины.
- 1999 — участник I международного бьеннале акварели «Neues Aquarell», Кунстштацион, Фульда. Германия.
- Арт-проект «Дамские штучки» с художницей Яной Михальянц (Киев-Симферополь)
- 1998 — Арт-проект «Цитаты уходящего века» с модельным агентством Арт-пластика

 выставки
- 2023 — выставка в музее города Монстерос[швед.]. Швеция
- 2018  — выставка в Modelhuset "Kronan" Karlskrona. Швеция
- 2017 —"Konst runde" Торсос, Швеция
- 2017 — «1200 — talets rum» Стокгольм.
- 2016 — «Konst runde» Нюбро, Швеция
- 2013 — выставка «Крымская школа живописи XX—XXI века» галерея «Art усадьба» г. Ялта
- 2013 — Предаукционная выставка в галерее «Арт-Бульвар» г. Севастополь
- 2009 — Рождественная выставка «По небу полуночи Ангел летел». Симферопольский художественный музей.
- 2006 — Выставка Hay Hill Gallery Лондон 23.07. — 31.08. Великобритания
- 2004 — Выставка «АртПорт», союз художников Блекинге, Швеция.
- 2003 — Выставка «Kunst der Halbinsel Krim», Германия
- Выставка «Hexen», галерея АdA .Мейнинген. Германия
- 2001 — Выставка в галерее КЭП, Симферополь.
- Выставка в «Музее Подольского района», Киев
- 1999 — выставка в Крымском этнографическом музее, Симферополь.
- 1996 — выставка «Kleine Bilder — ganz gross» г. Хайдельберг, Германия.
- Работы экспонировались в галерее «Calumet», Хайдельберг, Германия;
- Работы экспонировались в галерее «Graf», Хайдельберг, Германия;
- Работы экспонировались в галерее «H.G.Lautner», Майнц, Германия.
- Работы экспонировались в галерее «Galerie Pictor», Майнц, Германия.
- 1992 — Всеукраинская Осенняя выставка г. Киев.
- Выставка в галерее «Mostre Sigismondo» г. Римини, Италия.
- 1989 — выставка «Крымскому экслибрису 30 лет» г. Симферополь.
- 1988 — выставка копий фресок Лужецкого монастыря г. Можайск, Московская область. Участие в выставке Санкт-Петербургской Академии художеств в Нью-Йорке Soviet Art from the Academy: Drawings and paintings by the outstanding young artists from the I. E. Repin Institute, Leningrad, the historic art academy of the Soviet Union. (c.1)
- 1986 — выставка «Крымская графика» г. Симферополь
- 1984 — выставка «Симферополь и симферопольцы» г. Симферополь.
- 1981 — Республиканская выставка творческой молодежи г. Киев.

## Музеи и др.коллекции хранящие произведения А. И. Петровой
- Музейный историко-мемориальный комплекс «35-я береговая батарея»
- Музейный Фонд «Дракон» Государства Тайвань, коллекция Русское искусство.
- Музей Подольского р-на г. Киев, Украина.
- Музей Кунстштацион Город Фульда, Германия.
- Муниципальная коллекция Монстерос. Швеция
- Симферопольский художественный музей[2]